# Argyreia oblongifolia
Argyreia oblongifolia är en vindeväxtart som beskrevs av V. Ooststr. Argyreia oblongifolia ingår i släktet Argyreia och familjen vindeväxter. Inga underarter finns listade i Catalogue of Life.